# Rivière-Saas-et-Gourby
 Rivière-Saas-et-Gourby  es una población y comuna francesa, situada en la región de Aquitania, departamento de Landas, en el distrito de Dax y cantón de Dax-Nord.

## Demografía
| 693 | 698 | 699 | 675 | 809 | 939 |
| Para los censos de 1962 a 1999 la población legal corresponde a la población sin duplicidades (Fuente: INSEE [Consultar]) |     |     |     |     |     |